# Zavoljie
Zavoljie (en russe : Заволжье, littéralement « Trans-Volga ») est une ville de l'oblast de Nijni Novgorod, en Russie. Sa population s'élevait à 36 763 habitants en 2021.

## Géographie
Zavoljie est située sur la rive droite de la Volga, face à la ville de Gorodets sur la rive gauche, à 50 km au nord-ouest de Nijni Novgorod et à 375 km à l'est de Moscou.

## Histoire
Zavoljie a été construite dans les années 1950 en même temps que la centrale hydroélectrique de Gorki – aujourd'hui centrale hydroélectrique de Nijni Novgorod. Elle a le statut de ville depuis 1964.

## Population
Recensements (*) ou estimations de la population
| 1959*  | 1970*  | 1979*  | 1989*  |
| ------ | ------ | ------ | ------ |
| 20 015 | 34 912 | 41 490 | 44 630 |

| 2002*  | 2010*  | 2012   | 2013   |
| ------ | ------ | ------ | ------ |
| 43 971 | 40 460 | 40 021 | 39 536 |

| 2016   | 2019   | 2021   | - |
| ------ | ------ | ------ | - |
| 38 906 | 37 758 | 36 763 | - |

## Économie

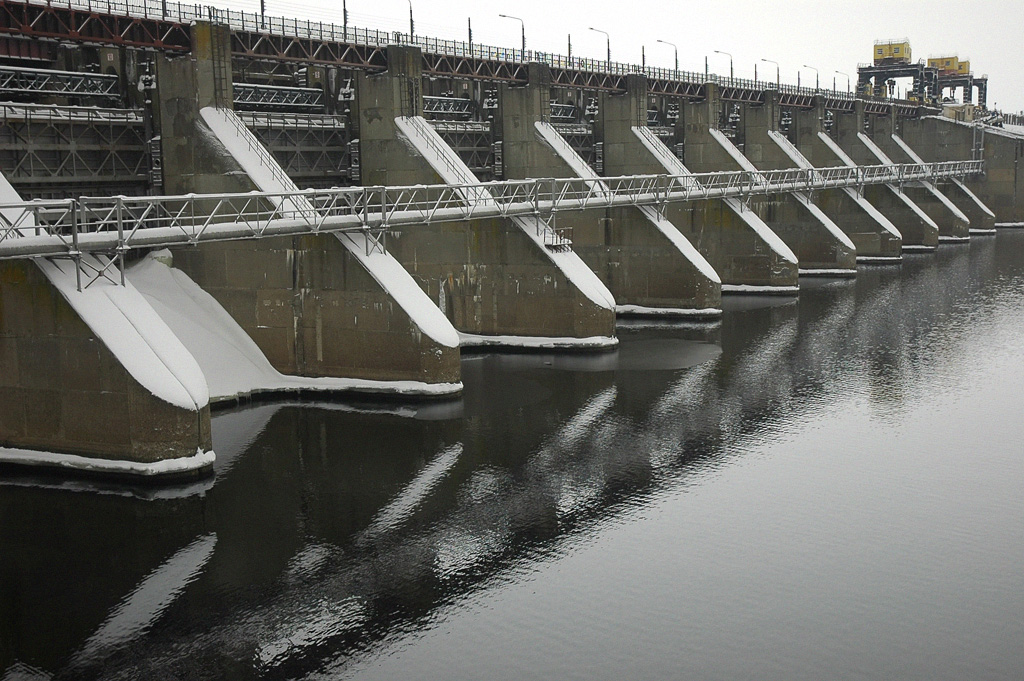
Centrale hydro-électrique de Nijni Novgorod à Zavoljie

Le principal employeur de Zavoljie est l'entreprise OAO Zavoljski Motorny Zavod ou ZMZ (ОАО Заволжский моторный завод : ЗМЗ) qui fabrique depuis 1958 des moteurs à essence et des pièces détachées pour l'industrie automobile, notamment les entreprises GAZ de Nijni Novgorod et PAZ de Pavlovo .
Les usines de Zavoljie fabriquent également des tracteurs à chenilles et des machines-outils.

## Religion
La ville dispose de l'église de la Sainte-Trinité construite dans les années 2000. Elle dépend de l'éparchie de Gorodets de l'Église orthodoxe russe.

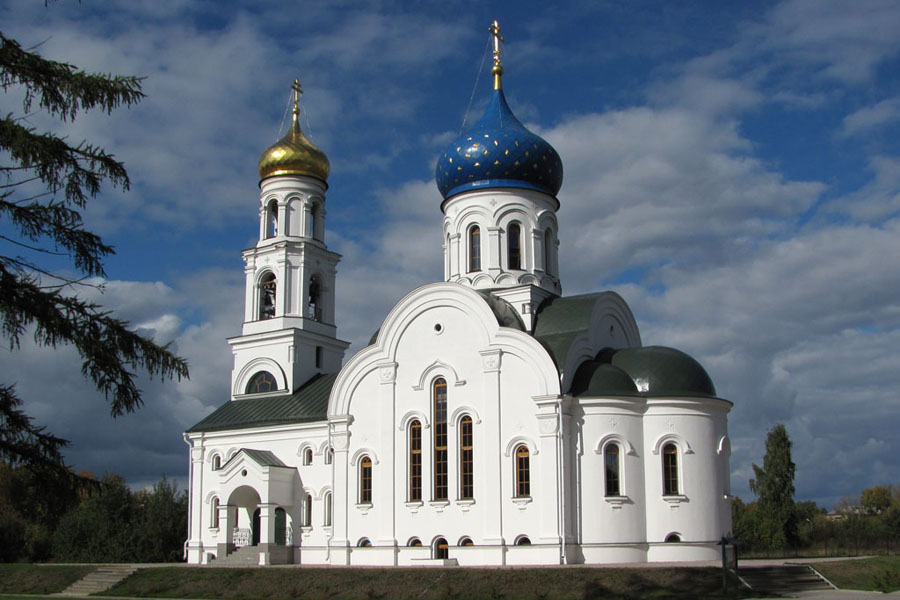
Vue de l'église de la Sainte-Trinité.